# Organotrofie
Organotrofie (z řec. τροφή - výživa) je způsob získávání redukčních ekvivalentů (uhlíku pro svůj růst a vývoj) z organických látek. Organismy s tímto způsobem získávání energie nazýváme organotrofy. Pokud čerpají energii ze světla, jedná se o fotoorganotrofii, pokud z exergonických chemických reakcí (např. rozklad organických látek), pak se jedná o chemoorganotrofii. Organismy nepatřící mezi organotrofy patří mezi litotrofy.